# Forcipomyia ursuli
Forcipomyia ursuli är en tvåvingeart som beskrevs av Remm 1972. Forcipomyia ursuli ingår i släktet Forcipomyia och familjen svidknott. Inga underarter finns listade i Catalogue of Life.